# Bandiera della Bielorussia
L'attuale bandiera bielorussa è stata adottata il 7 giugno 1995 in seguito a un referendum indetto dal presidente Aljaksandr Lukašėnka in sostituzione di un disegno precedente che era stato utilizzato fin dall'indipendenza dall'Unione Sovietica.

## Caratteristiche
La bandiera è composta da due bande orizzontali: quella superiore, rossa, ha la larghezza doppia rispetto a quella inferiore, verde. Sul lato dell'asta è presente una banda verticale bianca recante in rosso una decorazione tradizionale bielorussa, che, nel 2012, ha subito una lieve modifica attraverso la rimozione delle bande laterali di colore bianco. La bandiera, dunque, è simile a quella usata dalla Repubblica Socialista Sovietica Bielorussa, cioè quando era parte dell'Unione Sovietica. Il rosso della bandiera sta ad indicare il sangue versato dai difensori della Bielorussia, mentre il verde simboleggia le foreste del Paese.

Il fregio della bandiera

Le differenze rispetto alla bandiera della RSS Bielorussa sono date dall'assenza della falce e martello e dall'inversione dei colori (tra il bianco ed il rosso) nel disegno della banda tradizionale e nel suo sfondo. Rispetto alla bandiera adoperata dal 1995 al 2012 altra differenza era rappresentata dall'assenza delle due linee verticali sulle bande ai lati del motivo tradizionale. Dal 2012, le bande laterali sono state completamente rimosse e il motivo tradizionale bielorusso è andato a occupare l'intera fascia ornamentale.

## Bandiere storiche
Bandiere della Bielorussia prima della bandiera attuale.
Prima del 1919 era in uso la bandiera utilizzata anche dal 1991 al 1995.

1918-1919, Repubblica Popolare Bielorussa
1919, RSS Bielorussa
1919-1925, Governo bielorusso in esilio
1919-1920, RSS Lituano-Bielorussa
1919-1937, RSS Bielorussa
1937-anni '40, RSS Bielorussa
1940-1951, RSS Bielorussa
1951-1991, la Bandiera della Repubblica Socialista Sovietica Bielorussa è molto simile all'attuale bandiera, fatta eccezione per la presenza della falce e martello e per il motivo ornamentale a colori invertiti e con i bordi laterali.
1991-1995, Bielorussia: prima bandiera della Bielorussia indipendente, già utilizzata nel 1918 con la Repubblica Popolare Bielorussa, e tra il 1941 e 1944 durante l'occupazione della Germania Nazista. Oggi viene impiegata nelle manifestazioni antigovernative.
1995-2012, Bielorussia: bandiera adottata in seguito al referendum del 1995; è stata modificata lievemente nel motivo ornamentale nel 2012.
2012-, Bielorussia: variante della bandiera con due linee rosse sovrapposte alle bande laterali del motivo ornamentale.